# Kavallerie Abteilung Fürst von Urach
Kavallerie Abteilung "Fürst von Urach" (ros. Kавалерийский дивизион "Фюрст фон Урах") – oddział wojskowy Wehrmachtu złożony z Niemców i Kozaków podczas II wojny światowej
Oddział został sformowany w poł. maja 1942 r. na okupowanej Ukrainie. Na jego czele stanął mjr Fürst Eberhard von Urach Graf von Württemberg. Oddział liczył dwa szwadrony kawalerii, jeden złożony z Niemców i jeden z Kozaków. Wchodził w skład niemieckiej 1 Armii Pancernej Grupy Armii "Południe". Początkowo miał wielkość dywizjonu. 15 sierpnia 1942 r. został rozwinięty w pułk kawalerii. 26 sierpnia tego roku przemianowano go w Kozacki Pułk Kawalerii "Jungschultz".